# Щуцкий, Винцент
Винцент (Винценты) Щуцкий (пол. Wincenty Szczuciu; 1786—1832) — польский врач, профессор медицинских наук, патологии и пропедевтики в Варшавском университете; доктор медицины.

## Биография
Винцент Щуцкий родился, согласно «РБСП», 15 июля 1786 года в Жулкевка в Галиции. Образование получил в Лембергском и Краковском университетах и в последнем в 1810 году получил степень доктора медицины.
После защиты докторской диссертации В. Щуцкий поселился в городе Сандомире, где занялся частной практикой; в 1813—1817 гг. он состоял окружным врачом, а в 1818 году был назначен исполняющим должность профессора по терапии и клинике в Варшавском университете.

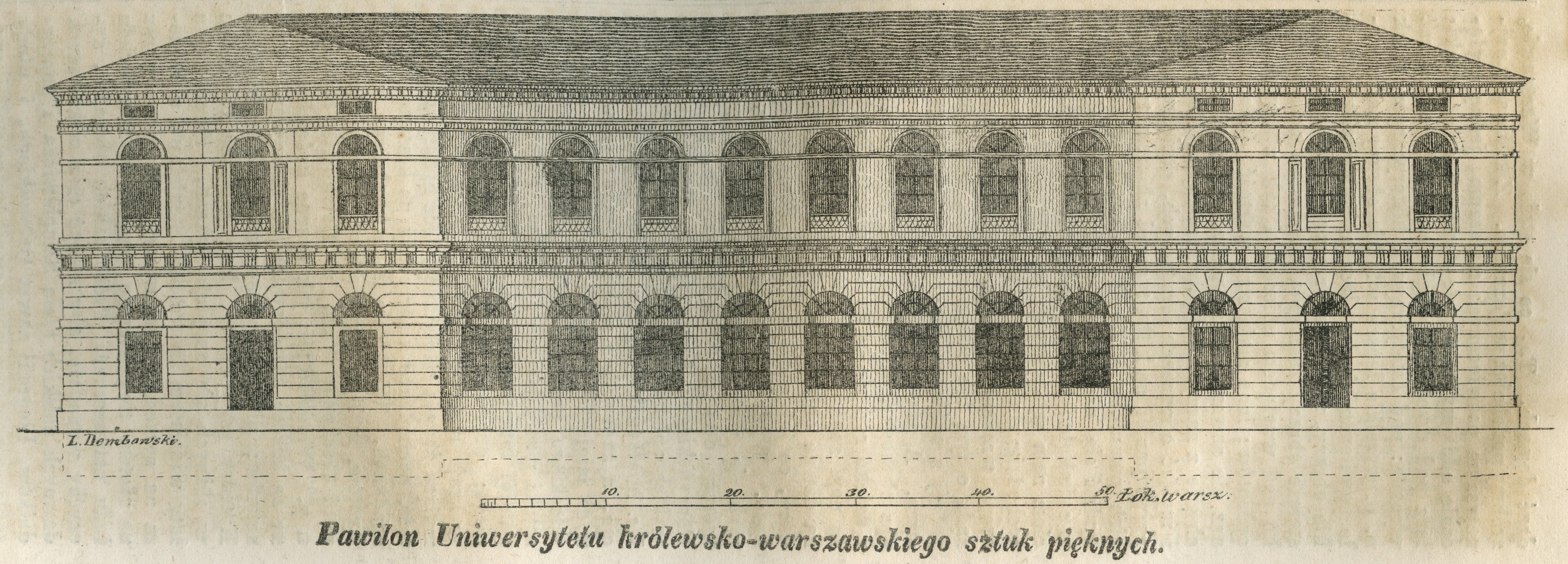
Варшавский университет

В 1819 году Щуцкий был назначен профессором патологии и пропедевтики, а также членом медицинского комитета.
В 1830 году, в связи с закрытием Варшавского университета из-за Польского восстания, Винцент Щуцкий был уволен от службы.
Кроме нескольких статей в «Izys polska» за 1822 год, Щуцкий напечатал: «Krótki zbiór zasad medycyny praktycznej» (Варшава, 1818); «De viribus naturae medicatricibus oratio academica» («Posiedzenie publicz. kr. warsz. univ. d. 2 października 1820 r.», стр. 13—20) и «Ogólny rys wiadomości lekarskich czyli propedeutyka do nauk medycyny napisana» (Варшава, 1825). Кроме того, им было приготовлено к печати сочинение: «Patologija i terapia o chorobach chronicznych», но смерть оборвала его планы.
Винцент Щуцкий скончался 16 апреля 1832 года в Варшаве.